# Calceolaria andina
Calceolaria andina là một loài thực vật có hoa trong họ Calceolariaceae. Loài này được Benth. mô tả khoa học đầu tiên năm 1846.

## Hình ảnh

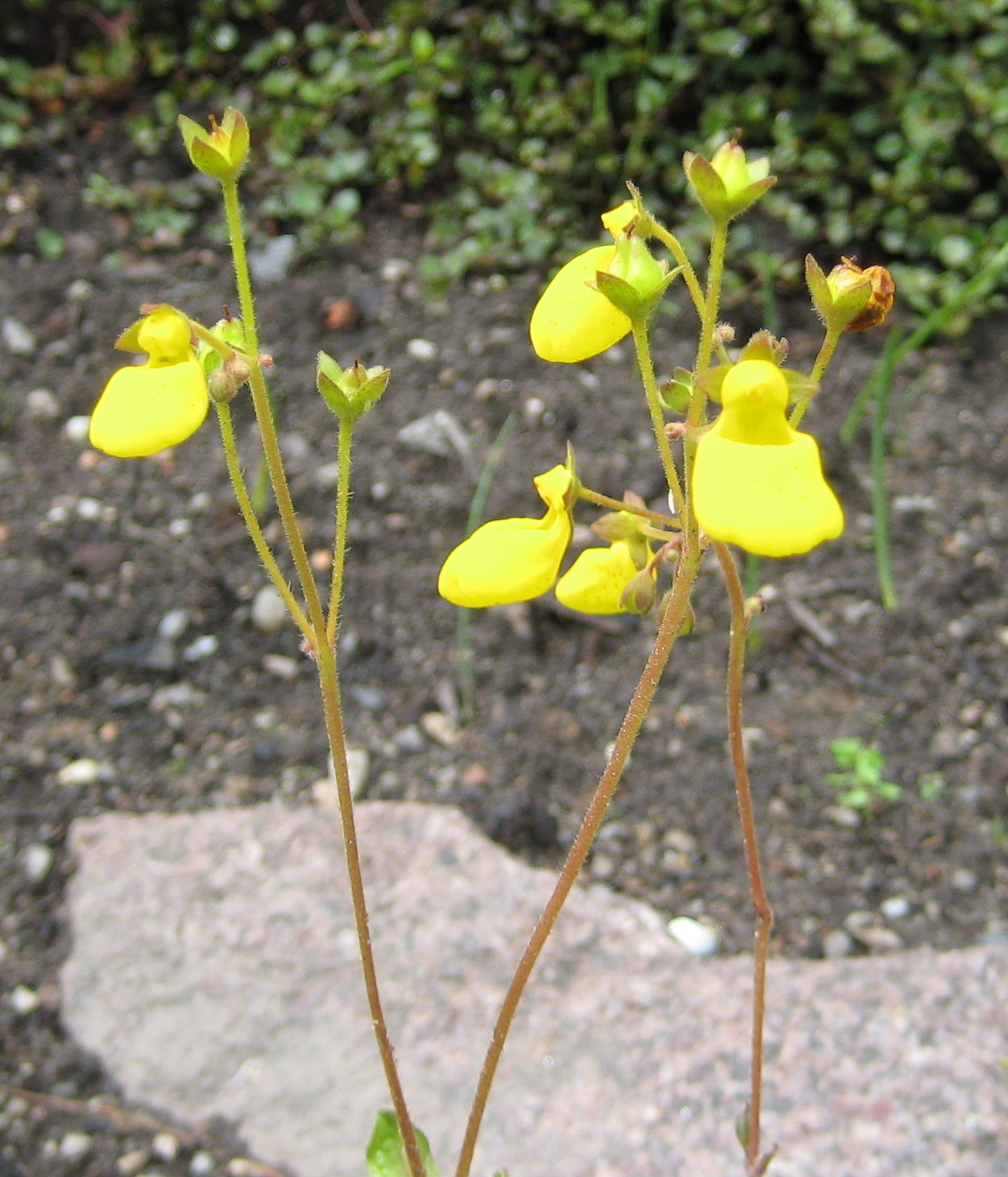
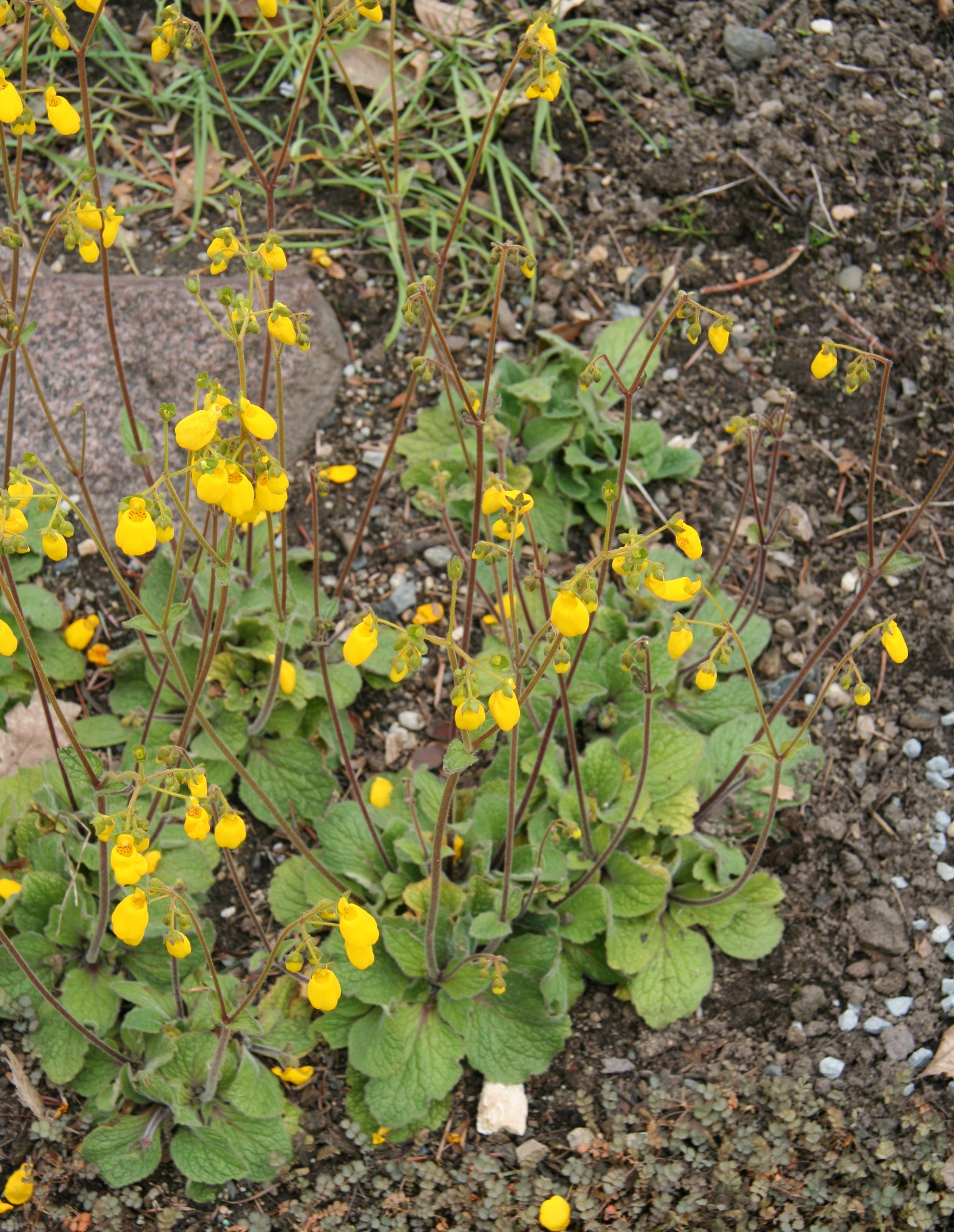
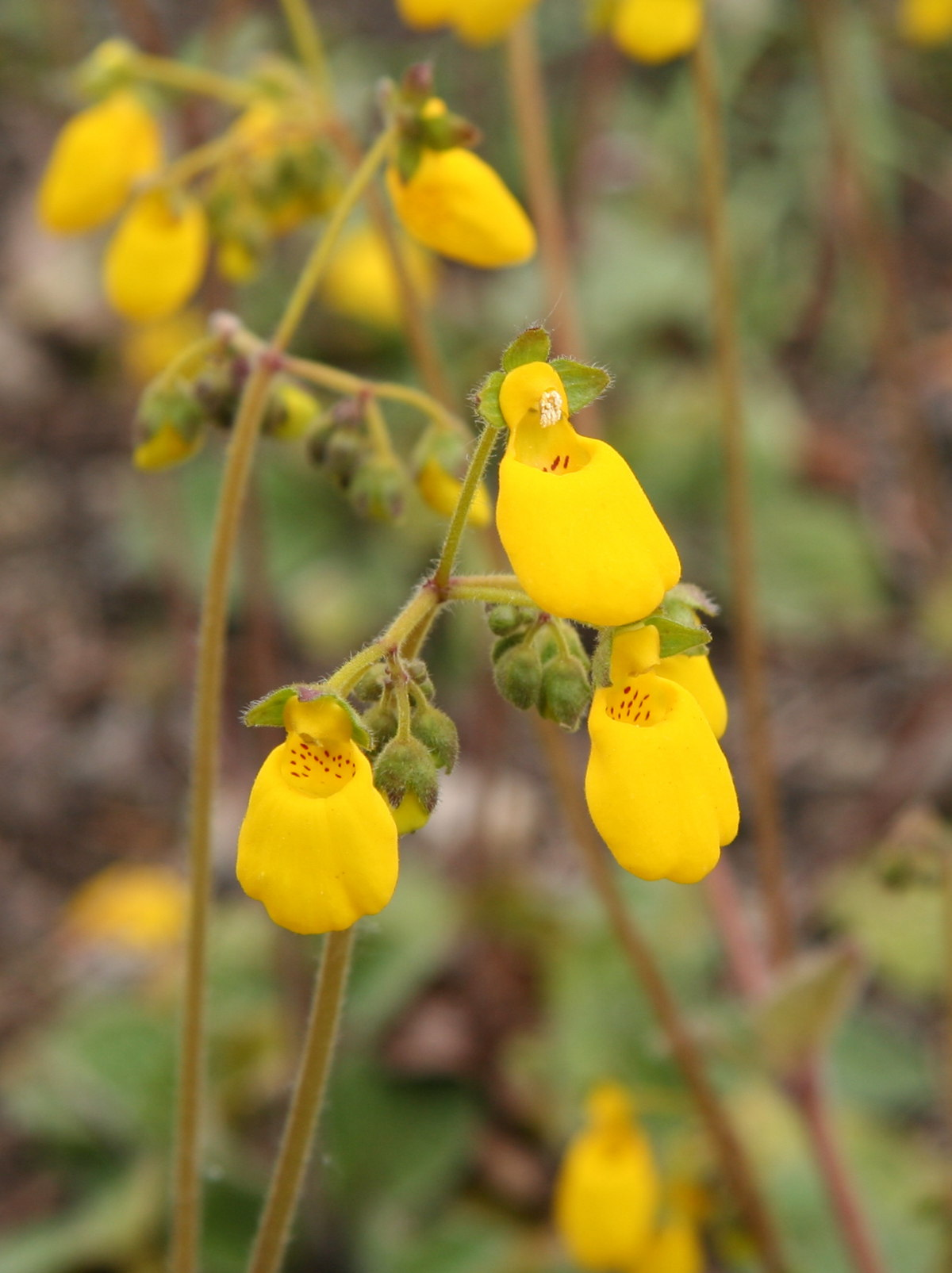
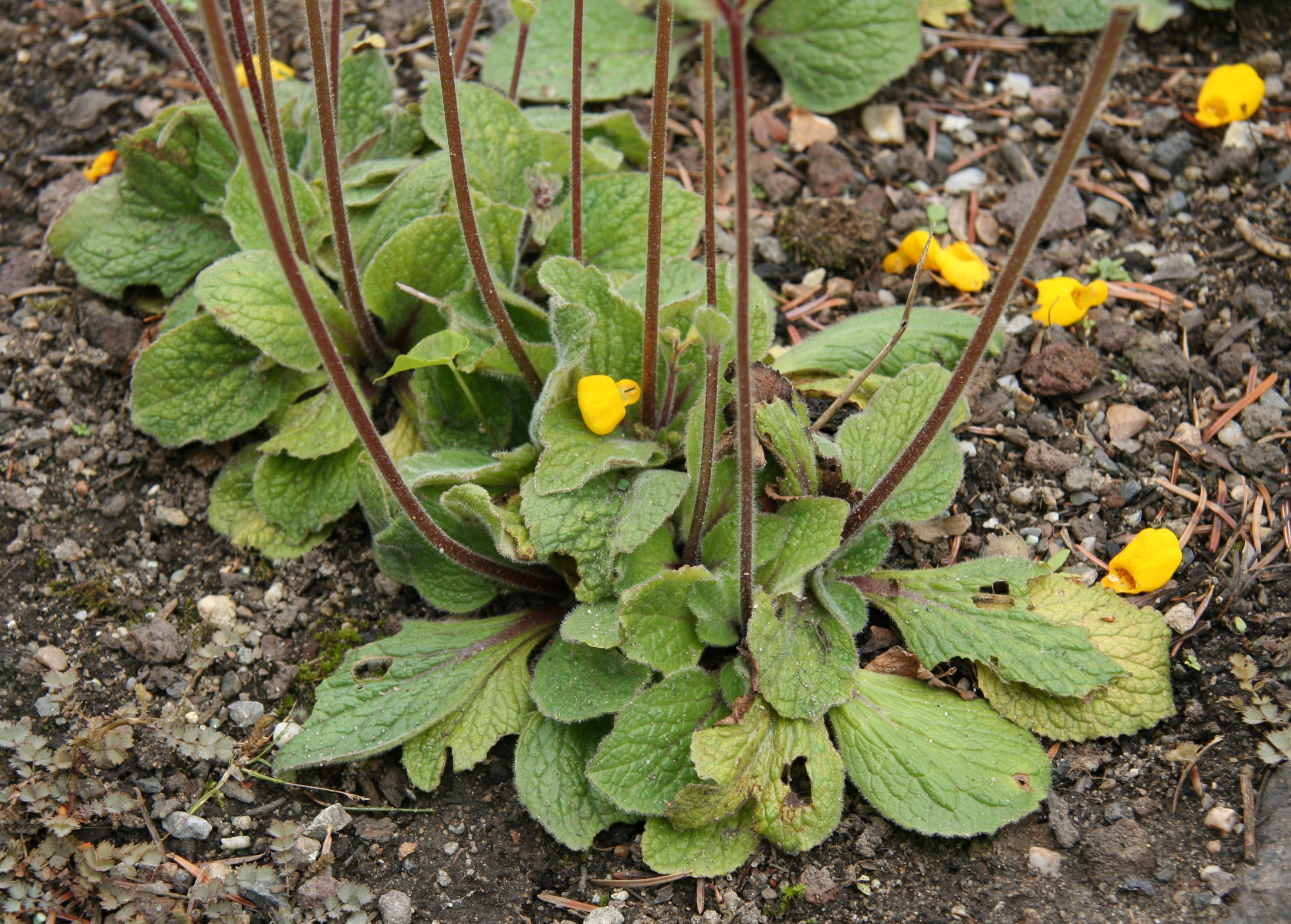